# Jekatěrina Breško-Breškovská
Jekatěrina Konstantinovna Breško-Breškovská (rusky Екатерина Константиновна Брешко-Брешковская; 13. lednajul./ 25. ledna 1844greg., Ivanovo, Ruské impérium - 12. září 1934, Chvaly u Prahy, Československo) byla ruská revolucionářka a jednou ze zakladatelů strany socialistů-revolucionářů. Přezdívalo se jí „babička ruské revoluce“.

## Životopis

### Mládí
Jekatěrina Breško-Breškovská (rozená Verigová, Вериго) se narodila ve šlechtické rodině. Dětství a mládí prožívala v Lugové. Měla domácího učitele. Poté navštěvovala ženské gymnázium a byla provdána za velkostatkáře Nikolaje Breško-Breškovského.

### Revolucionářská činnost
V roce 1873 se v Kyjevě seznámila s organizací „inteligentní mládeže“. Její přítel a pozdější významný menševik Pavel Axelrod ji pomohl sblížit se se skupinou anarchistických čajkovců. Na podzim 1873 odjela do Petrohradu, kde si zajistila kontakty s čajkovci a jinými revolucionářskými skupinami.
Roku 1874 se Breško-Breškovská stala narodničkou. Začal působit v Kyjevské, Chersonské a Podolské gubernii, tentýž rok však byla zatčena. Putovala postupně z věznice do věznice. V roce 1875 byla podmínečně propuštěna, následující rok však byla opět zatčena a vězněna v Petropavlovské pevnosti, a roku 1878 byla vypovězena na Sibiř. Roku 1881 spolu s Nikolajem Ťutčevem uprchla.
V roce 1882 byla opět zatčena a deportována do Karinské katorgy. Kvůli nemoci byla odvezena do Selenginsku. V letech 1892 - 1896 žila v Irkutsku a pracovala v novinách "Orientální přehled". V roce 1896 se přestěhovala do Tomska, poté do Tobolska.
Téhož roku byla na základě amnestie propuštěna při příležitosti korunovace nového cara Mikuláše II.
Do roku 1903 většinu času byla Breško-Breškovská v ilegalitě. Zabývala se organizační prací a rozšiřováním revolucionářských idejí mezi rolnictvem. Působila v Moskvě, Černigově a Minsku, kde sloužil její mladší bratr. Tam se setkala s revolucionářem Grigorijem Geršunim. Tehdy začala argumentovat, že i přes zhoršující sociální a hospodářskou situaci ve vesnicích jsou rolníci vzdělanější a politicky aktivní, což hraje ve prospěch revoluce.
Byla zastánkyní politického a agrárního teroru, který považuje za nejvíce efektivní metodu boje. V roce 1901 spoluzaložila s Geršunim, Viktorem Černovem, Jevno Azefem a Alexandrem Kerenským stranu socialistů-revolucionářů. Setkala se s takovými prominentními teroristy jako byli Boris Savinkov, Ivan Kaljajev či Jegor Sozonov. V roce 1903 odjela pod pohrůžkou zatčení za hranice.
Chvíli pobyla v Rumunsku, poté odjela do Švýcarska. Tam se věnovala propagandě a podporovala agrární teror. V roce 1904 se účastnila Amsterdamského kongresu. V říjnu téhož roku odjela spolu s Chajimem Žitlovským do Spojených států. Jejím hlavním cílem bylo zde získat finanční prostředky pro stranu Eserů, zviditelnit pozici revolucionářů a seznámit americkou veřejnost o situaci v Rusku.
V roce 1905 se vrátila do Ruska a účastnila se tamní revoluce. Po její porážce byla roku 1907 vydána carské Ochrance. Udal ji její spolupracovník Jevno Azef, který byl ve straně carským špionem a který již dříve udal jejího jiného spolupracovníka Geršuniho. Paradoxně Azefa ten samý rok odhalil socialista a přeběhlík od policie Vladimir Burcev. V roce 1910 byla Breško-Breškovská odsouzena k vyhnanství na Sibiři, odkud ji dostala až únorová revoluce.

### Stáří
Podporovala Kerenského a jeho Prozatímní vládu. Po nástupu bolševiků bojovala proti nim.
V roce 1919 opustila občanskou válkou zmítané Rusko a žila v USA a Francii, až roku 1923 přijela do Československa. Vůči politice nezahořkla – během pobytu na Podkarpatské Rusi v Užhorodě byla členkou Karpatoruské strany práce.
J. K. Breško-Breškovská zemřela 12. září 1934 ve Chvalech u Prahy (dnes součást Horních Počernic) ve věku 90 let. Prezident republiky Tomáš Garrigue Masaryk poslal na její pohřeb věnec, na pohřbu byl přítomni i Viktor Černov a Alexandr Kerenskij.